# Horváth Péter (labdarúgó, 1992)
Horváth Péter (Szekszárd, 1992. február 12. –) magyar labdarúgó, posztját tekintve csatár. Jelenleg a BFC Siófok játékosa, kölcsönben a Paksi FC csapatától.

## Pályafutása
2011 és 2017 között az MTK labdarúgója volt. Ez idő alatt nagyrészt kölcsönben szerepelt. Először a Szekszárd, majd a Siófok, a Soproni VSE, a Szolnok MÁV és végül ismét a Soproni VSE csapataiban. 2017–18-ban a Soproni VSE együtteséhez igazolt. 2018-től a Paks játékosa.